# Claus Peter Witt

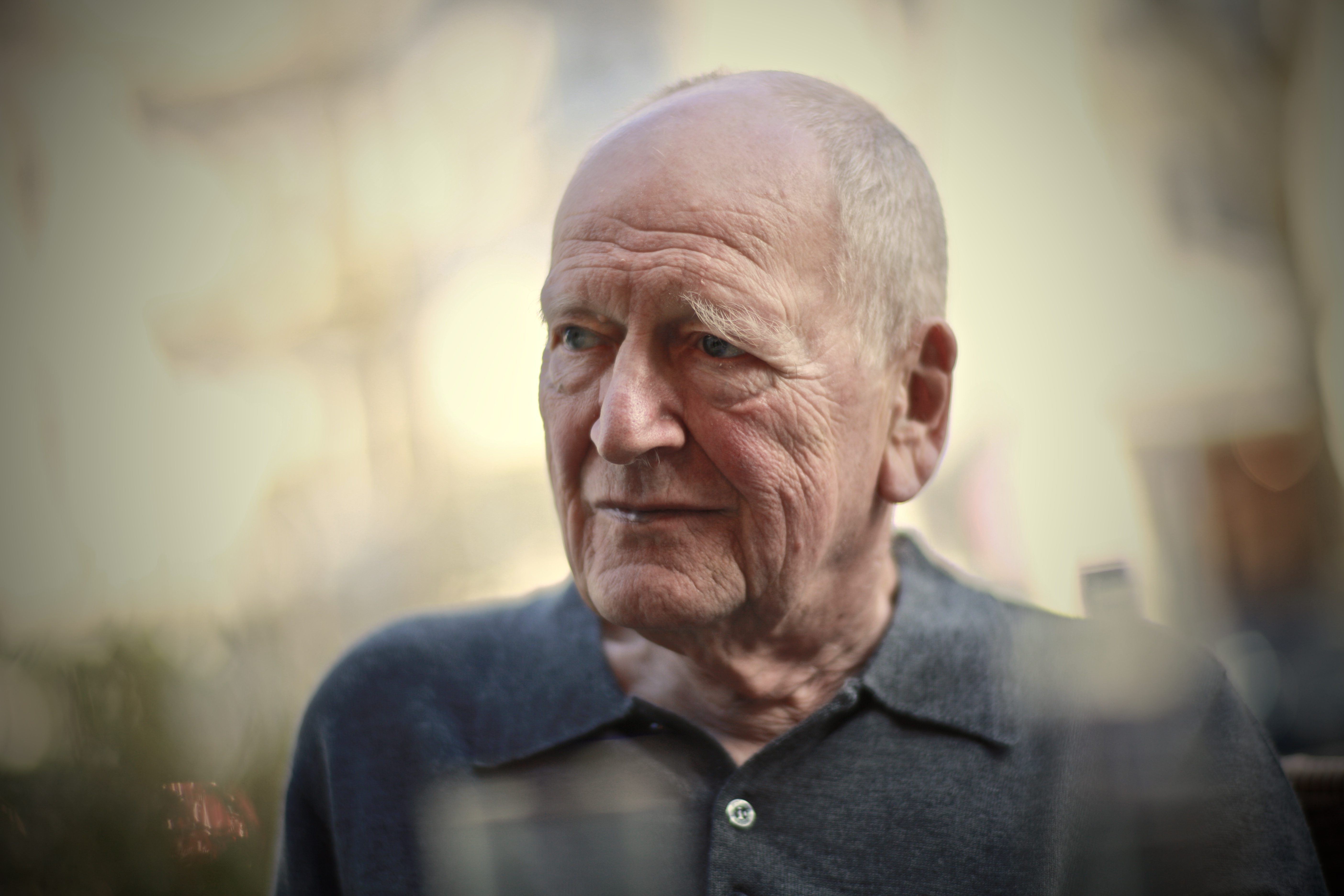
Claus Peter Witt, 2012

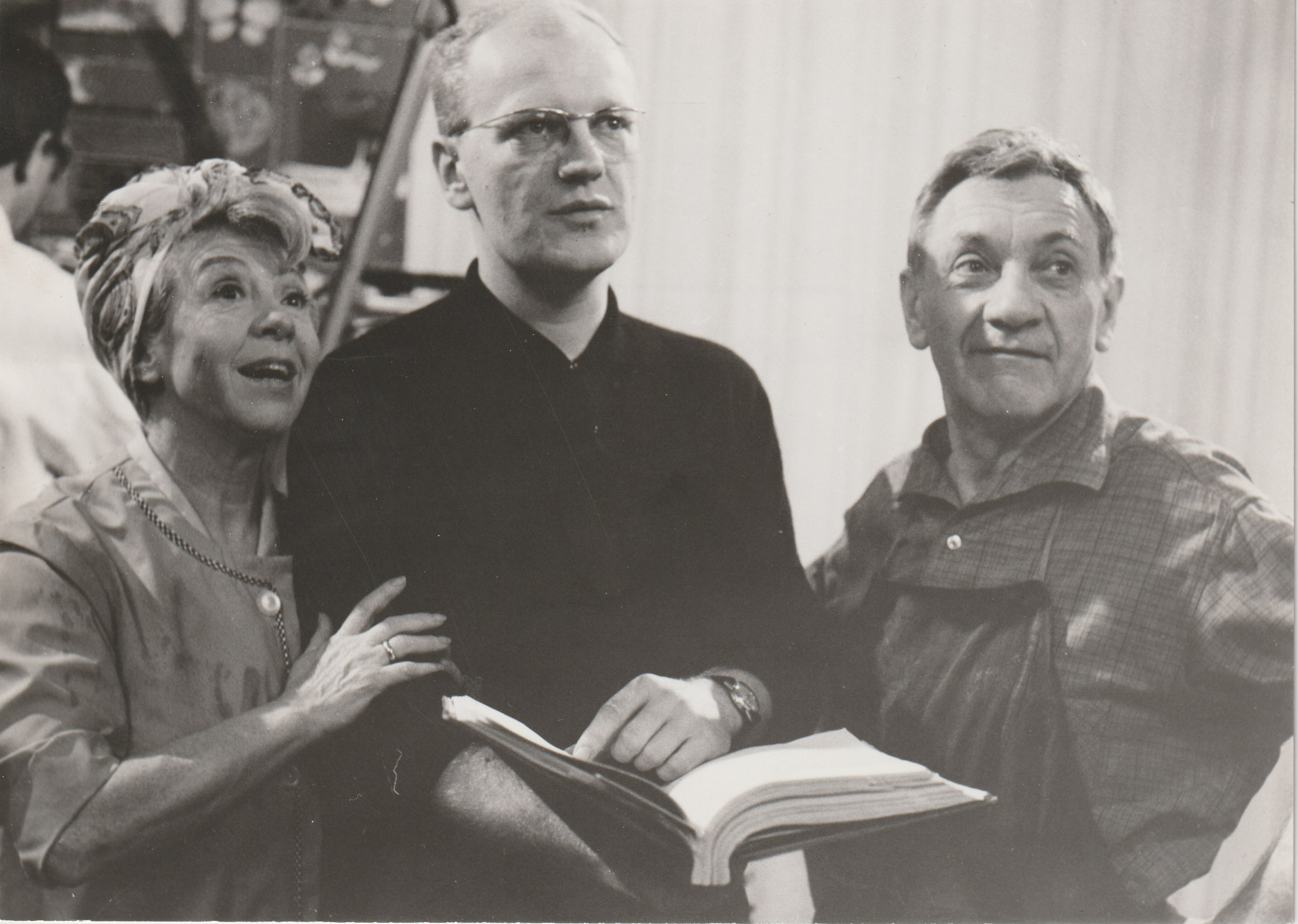
Claus Peter Witt mit Inge Meysel und Joseph Offenbach bei den Dreharbeiten zu Die Unverbesserlichen

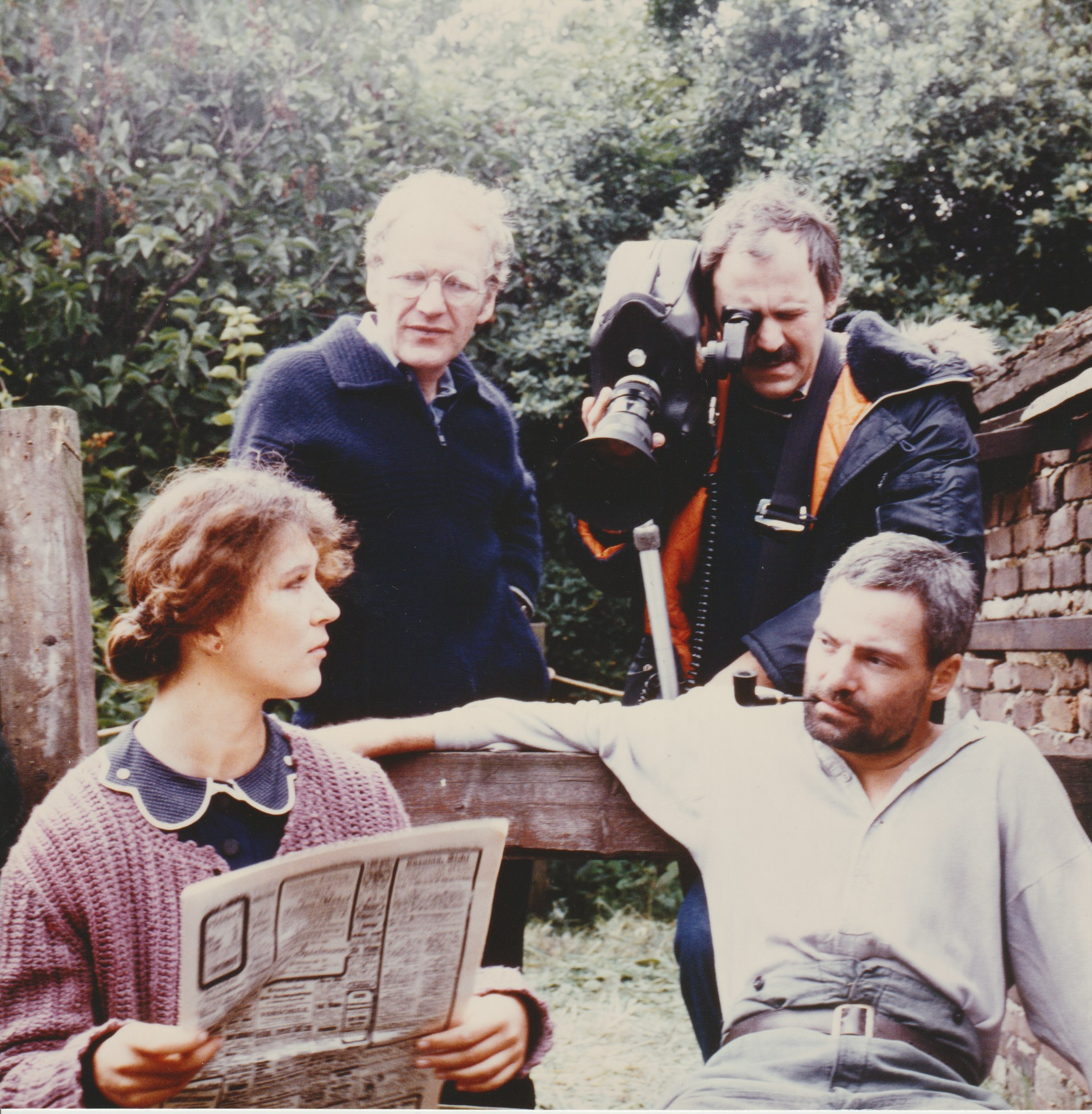
Claus Peter Witt mit Eva Mattes, Dieter Laser und Kameramann Rudolf Körösi bei Dreharbeiten am Set von Union der festen Hand

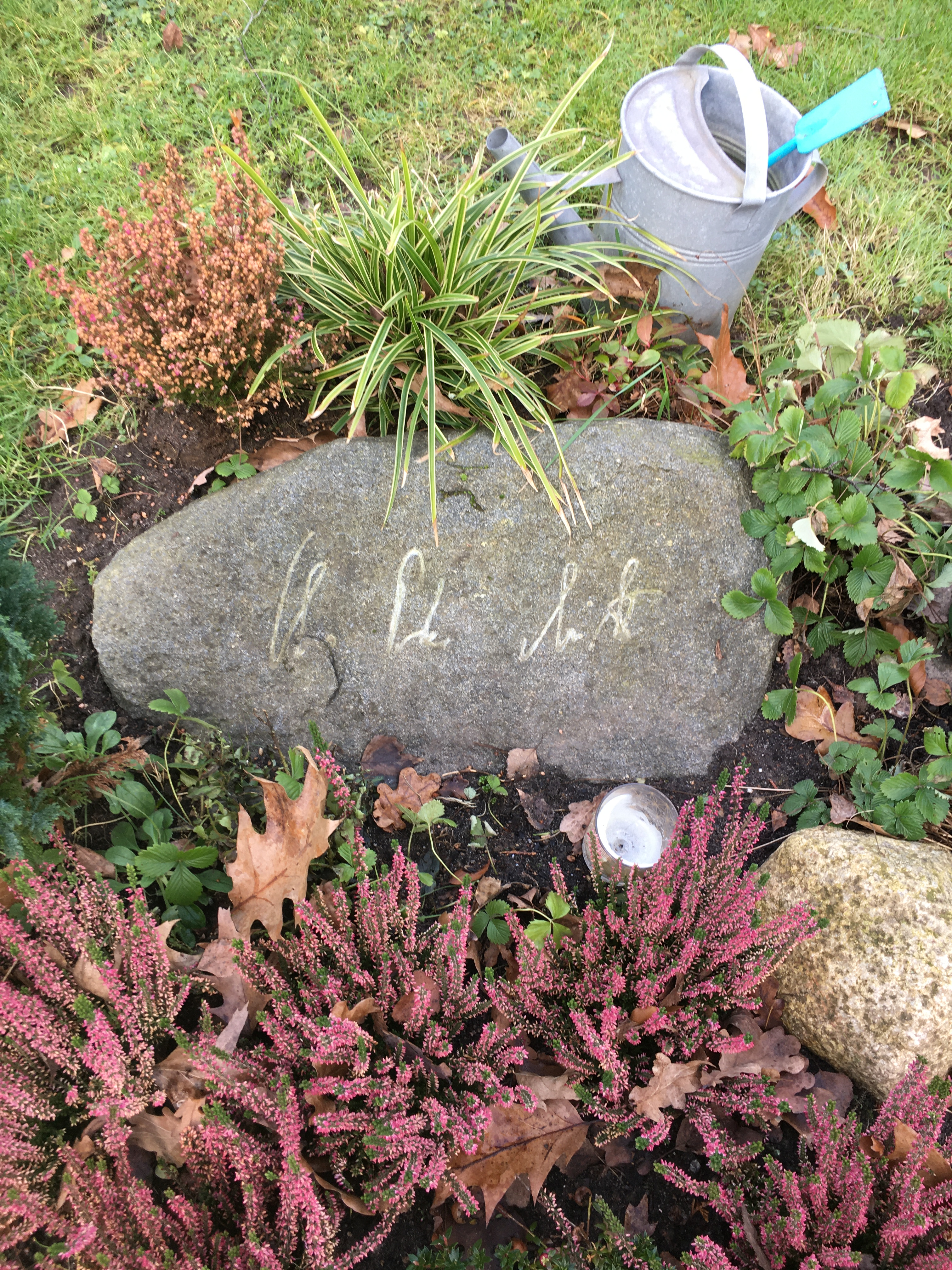
Grabstätte Claus Peter Witt auf dem Friedhof Ohlsdorf

Claus Peter Witt (* 24. März 1932 in Berlin; † 8. Mai 2017 in Hamburg) war ein deutscher Fernsehregisseur, Drehbuchautor, Schauspieler und Dramaturg.

## Biografie
Claus Peter Witt besuchte nach einem abgebrochenen Jura-Studium die Schauspielschule und begann seine künstlerische Laufbahn 1952 als Schauspieler und Regieassistent unter Gustav Rudolf Sellner am Landestheater Darmstadt. 1955 wechselte er als Dramaturg und Regisseur nach Wiesbaden, 1957 ans Stadttheater von Konstanz. 1960 wurde Witt Spielleiter und Chefdramaturg in Braunschweig.
1961 ging er als Regie- und Dramaturgieassistent unter Egon Monk zur Fernsehspielabteilung des NDR. 1966 folgte seine erste Fernsehinszenierung, Koll von Hermann Moers. Ab 1966 war er freier Regisseur in Hamburg. Zu einer seiner ersten größeren Arbeiten, Die Gentlemen bitten zur Kasse, kam er durch den Tod des vorgesehenen Regisseurs John Olden. 1983 wurde er Programmleiter im Bereich Film und Fernsehen bei Gruner + Jahr. Von 1990 bis 2002 war Witt Regisseur der Lindenstraße.
Claus Peter Witt war mit der Schauspielerin Eva Zlonitzky verheiratet. Er wurde am 9. Juni 2017 auf dem Friedhof Ohlsdorf in Hamburg beigesetzt. Den Grabstein im Planquadrat K 11 ziert lediglich sein Namenszug.

## Auszeichnungen
Für die Regiearbeit bei Die Gentlemen bitten zur Kasse erhielt Witt 1966 die Goldene Kamera.

## Filmografie (Auswahl)
Regie
- 1964: Koll
- 1964: Wie in schlechten Romanen
- 1965: Die Unverbesserlichen
- 1965: Der Schmied seines Glückes
- 1966: Intercontinental Express (Pilotfolge, Reise an die Grenze)
- 1966: Die Gentlemen bitten zur Kasse
- 1966: Die Unverbesserlichen – nichts dazugelernt
- 1966: Socialaristokraten
- 1967: Die Unverbesserlichen und ihr Optimismus
- 1967: Palme im Rosengarten
- 1968: Die Unverbesserlichen … und ihre Sorgen
- 1969: Die Unverbesserlichen … und ihre Menschenkenntnis
- 1969: Kapitän Harmsen
- 1969: Mathilde Möhring
- 1970: Der Fall von nebenan
- 1970: Der Musterschüler
- 1970: Die Unverbesserlichen … und die Liebe
- 1970–1972: Hamburg Transit (TV-Serie, 21 Folgen)
- 1971: Die Unverbesserlichen … und ihr Stolz
- 1971: Geschäfte mit Plückhahn
- 1972: Hoopers letzte Jagd
- 1972: Berlin, Keithstraße 30
- 1973: Black Coffee
- 1974: Arme klauen nicht
- 1974: Eine geschiedene Frau
- 1974: Lokalseite unten links
- 1974: Preussenkorso Nr. 17
- 1974: Eskalation
- 1975: Geschichten aus einer Klasse
- 1975: PS (Staffel Geschichten ums Auto)
- 1976: Oblomows Liebe
- 1977: Die Dämonen
- 1978: PS (Staffel Brodzinski)
- 1978: Väter und Söhne
- 1979: Union der festen Hand (2 Teile)
- 1979: Noch ’ne Oper
- 1979: PS (Staffel Feuerreiter)
- 1979: Zwei Mann um einen Herd
- 1979: Ein Mord, den jeder begeht
- 1980: Waldwinkel
- 1981: Kennwort Schmetterling
- 1981: Kudenow oder An fremden Wassern weinen
- 1981: Landluft
- 1981: Tod eines Schülers
- 1982: Das blaue Bidet
- 1982: Fremdes Land oder Als die Freiheit noch zu haben war
- 1983: Diese Drombuschs
- 1983: Konsul Möllers Erben
- 1983: Tatort: Blütenträume
- 1986: Ein Fall für zwei: Todestag
- 1987: Die Wilsheimer
- 1988: Lorentz & Söhne
- 1988: Michas Flucht
- 1989: Der Bettler vom Kurfürstendamm
- 1990: Hotel Paradies
- 1990–2002: Lindenstraße
- 1992: Mutter und Söhne
- 1996: Schlosshotel Orth